# Матчи мужской сборной России по волейболу 1993
Дебютный сезон для мужской волейбольной сборной России сложился успешно. Команда вошла в тройку призёров на двух турнирах — Мировой лиге (2-е место), чемпионате Европы (3-е место), а также отобралась на чемпионат мира 1994 года.

## Матчи

### Мировая лига. Интерконтинентальный раунд
| № 1 | 21.05.1993 Москва. ДС «Динамо». 3500 зрителей                | Россия — США — 3:0 (15:6, 15:9, 15:8)                   | Группа А |
| Россия: Евгений Красильников, Олег Шатунов, Дмитрий Фомин, Евгений Митьков, Руслан Олихвер, Андрей Кузнецов. Выход на замену: Сергей Орленко, Константин Ушаков. США: Дэн Гринбаум, Брайан Айви, Ник Беккер, Данкен Блэкмен, Боб Самуэльсон, Карлос Брисено. Выход на замену: Эрик Сато, Мэтт Лайлес. |                                                              |                                                         |          |
| № 2 | 22.05.1993 Москва. ДС «Динамо». 2500 зрителей                | Россия — США — 3:2 (15:6, 6:15, 15:9, 11:15, 15:12)     | Группа А |
| Россия: Евгений Красильников, Олег Шатунов, Дмитрий Фомин, Евгений Митьков, Руслан Олихвер, Андрей Кузнецов. Выход на замену: Андрей Бедулин, Сергей Орленко, Константин Ушаков, Илья Савельев. США: Дэн Гринбаум, Брайан Айви, Ник Беккер, Данкен Блэкмен, Боб Самуэльсон, Карлос Брисено. Выход на замену: Эрик Сато, Мэтт Лайлес. |                                                              |                                                         |          |
| № 3 | 29.05.1993 Москва. ДС «Динамо», 2100 зрителей                | Россия — Германия — 3:2 (15:9, 15:11, 15:9)             | Группа А |
| Россия: Евгений Красильников, Олег Шатунов, Дмитрий Фомин, Евгений Митьков, Руслан Олихвер, Андрей Кузнецов. Выход на замену: Сергей Орленко, Константин Ушаков, Олег Согрин. Германия: Андре Барновски, Фолькер Браун, Оливер Хайтман, Франко Хёльциг, Вольфганг Кук, Роберт Дельниц. Выход на замену: Маттиас Хеберлайн, Йорг Бертхольд, Дирк Ольденбург.                                                                                    |                                                              |                                                         |          |
| № 4 | 30.05.1993 Москва. ДС «Динамо», 2050 зрителей                | Россия — Германия — 3:0 (15:5, 15:3, 15:13)             | Группа А |
| Россия: Евгений Красильников, Олег Шатунов, Дмитрий Фомин, Евгений Митьков, Руслан Олихвер, Андрей Кузнецов. Выход на замену: Павел Шишкин, Илья Савельев. Германия: Андре Барновски, Вольфганг Кук, Оливер Хайтман, Роберт Дельниц, Фолькер Браун, Йорг Бертхольд. Выход на замену: Маттиас Хеберлайн, Дирк Ольденбург. |                                                              |                                                         |          |
| № 5 | 4.06.1993 Афины. Дворец Мира и дружбы. 2000 зрителей         | Греция — Россия — 0:3 (11:15, 8:15, 0:15)               | Группа А |
| Греция: Танассис Мустакидис, Николас Самарас, Сотирис Амарианакис, Антониос Цакиропулос, Мариос Гиурдас, Андреас Теодоридис. Выход на замену: Танассис Михалопулос, Теодорос Бозидис, Павлос Карамарудис, Теодорос Хатзиантониу. Россия: Андрей Кузнецов, Евгений Красильников, Олег Шатунов, Дмитрий Фомин, Евгений Митьков, Руслан Олихвер. Выход на замену: Сергей Орленко, Андрей Бедулин, Константин Ушаков, Олег Согрин.                 |                                                              |                                                         |          |
| № 6 | 6.06.1993 Афины. Дворец Мира и дружбы. 2000 зрителей         | Греция — Россия — 2:3 (15:10, 7:15, 15:11, 9:15, 12:15) | Группа А |
| Греция: Танассис Мустакидис, Николас Самарас, Сотирис Амарианакис, Антониос Цакиропулос, Мариос Гиурдас, Андреас Теодоридис. Выход на замену: Теодорос Бозидис, Костас Ангелидис, Павлос Карамарудис, Теодорос Хатзиантониу. Россия: Андрей Кузнецов, Евгений Красильников, Олег Шатунов, Дмитрий Фомин, Евгений Митьков, Руслан Олихвер. Выход на замену: Сергей Орленко, Константин Ушаков, Павел Шишкин, Олег Согрин.                       |                                                              |                                                         |          |
| № 7 | 12.06.1993 Токио. «Метрополитен джимнезиум». 8000 зрителей   | Япония — Россия — 1:3 (11:15, 15:9, 15:17, 7:15)        | Группа А |
| Япония: Юити Накагаити, Норико Мацуда, Масаи Огино, Хацуюки Минами, Хидэюки Отакэ, Масаюки Идзумикава. Выход на замену: Такаси Нарита, Микиё Тада, Ёсикадзу Куросава, Сигэру Аояма, Норихико Миядзаки. Россия: Андрей Кузнецов, Евгений Красильников, Олег Шатунов, Дмитрий Фомин, Евгений Митьков, Руслан Олихвер. Выход на замену: Сергей Орленко, Андрей Бедулин, Константин Ушаков, Олег Согрин.                                           |                                                              |                                                         |          |
| № 8 | 13.06.1993 Токио. «Метрополитен джимнезиум». 9800 зрителей   | Япония — Россия — 0:3 (5:15, 10:15, 7:15)               | Группа А |
| Япония: Норико Мацуда, Масаи Огино, Хацуюки Минами, Хидэюки Отакэ, Масаюки Идзумикава, Норихико Миядзаки. Выход на замену: Такаси Нарита, Микиё Тада, Ёсикадзу Куросава, Сигэру Аояма, Таити Сасаки. Россия: Евгений Красильников, Сергей Орленко, Дмитрий Фомин, Евгений Митьков, Руслан Олихвер, Андрей Кузнецов. Выход на замену: Олег Шатунов, Андрей Бедулин, Павел Шишкин, Константин Ушаков, Олег Согрин.                               |                                                              |                                                         |          |
| № 9 | 18.06.1993 Берлин. «Хорст-Кобер Шпортцентрум». 2000 зрителей | Германия — Россия — 0:3 (10:15, 11:15, 6:15)            | Группа А |
| Германия: Роберт Дельниц, Андре Барновски, Вольфганг Кук, Оливер Хайтман, Франко Хёльциг, Рене Хехт. Выход на замену: Рональд Триллер, Клаус Даман, Маттиас Хёберлайн. Россия: Евгений Красильников, Сергей Орленко, Дмитрий Фомин, Евгений Митьков, Руслан Олихвер, Андрей Кузнецов. Выход на замену: Олег Шатунов. |                                                              |                                                         |          |
| № 10 | 19.06.1993 Берлин. «Хорст-Кобер Шпортцентрум». 2000 зрителей | Германия — Россия — 1:3 (15:10, 7:15, 10:15, 10:15)     | Группа А |
| Германия: Андре Барновски, Франк Райман, Оливер Хайтман, Франко Хёльциг, Рене Хехт, Роберт Дельниц. Выход на замену: Рональд Триллер, Вольфганг Кук, Клаус Даман, Дирк Ольденбург. Россия: Евгений Красильников, Сергей Орленко, Дмитрий Фомин, Евгений Митьков, Руслан Олихвер, Андрей Кузнецов. Выход на замену: Олег Шатунов, Павел Шишкин, Константин Ушаков, Олег Согрин.                                                                 |                                                              |                                                         |          |
| № 11 | 26.06.1993 Москва. ДС «Динамо». 3700 зрителей                | Россия — Бразилия — 3:1 (15:10, 17:15, 12:15, 15:13)    | Группа А |
| Россия: Евгений Красильников, Сергей Орленко, Дмитрий Фомин, Илья Савельев, Руслан Олихвер, Андрей Кузнецов. Выход на замену: Олег Шатунов, Евгений Митьков, Олег Согрин, Константин Ушаков. Бразилия: Паулао, Маурисио Лима, Танда, Карлао, Неграо, Джоване. Выход на замену: Сантос Клаудиней, Кид, Макс, Талмо, Жанелсон Карвальо, Пампа.                                                                                                   |                                                              |                                                         |          |
| № 12 | 27.06.1993 Москва. ДС «Динамо». 4500 зрителей                | Россия — Бразилия — 3:1 (15:10, 15:8, 10:15, 15:12)     | Группа А |
| Россия: Евгений Красильников, Олег Шатунов, Дмитрий Фомин, Илья Савельев, Руслан Олихвер, Андрей Кузнецов. Выход на замену: Евгений Митьков, Олег Согрин, Константин Ушаков. Бразилия: Маурисио Лима, Танда, Карлао, Неграо, Джоване, Паулао. Выход на замену: Кид, Макс, Талмо, Сантос Клаудиней, Пампа. |                                                              |                                                         |          |
| № 13 | 2.07.1993 Пало-Альто                                         | США — Россия — 2:3 (15:8, 15:6, 13:15, 12:15, 11:15)    | Группа А |
| США: ??? Россия: Евгений Красильников, Олег Шатунов, Павел Шишкин, Илья Савельев, Руслан Олихвер, Андрей Кузнецов. Выход на замену: Сергей Орленко, Олег Согрин, Александр Ярёменко, Евгений Митьков. |                                                              |                                                         |          |
| № 14 | 3.07.1993 Сакраменто                                         | США — Россия — 3:2 (2:15, 7:15, 15:9, 15:13, 15:11)     | Группа А |
| США: ??? Россия: Евгений Красильников, Олег Шатунов, Павел Шишкин, Илья Савельев, Руслан Олихвер, Андрей Кузнецов. Выход на замену: Сергей Орленко, Олег Согрин, Александр Ярёменко, Сергей Ермишин, Евгений Митьков. |                                                              |                                                         |          |
| № 15 | 10.07.1993 Москва. ДС «Динамо». 1600 зрителей                | Россия — Греция — 3:0 (15:2, 15:13, 15:8)               | Группа А |
| Россия: Евгений Красильников, Олег Шатунов, Павел Шишкин, Илья Савельев, Руслан Олихвер, Андрей Кузнецов. Выход на замену: Олег Согрин, Руслан Чигрин, Сергей Орленко, Евгений Митьков, Константин Ушаков, Александр Ярёменко. Греция: Андреас Теодоридис, Димитриос Андреопулос, Георгиос Спанос, Теодорос Хатзиантониу, Павлос Карамарудис, Костас Ангелидис. Выход на замену: Антониос Цакиропулос, Танассис Михалопулос, Теодорос Бозидис. |                                                              |                                                         |          |
| № 16 | 11.07.1993 Москва. ДС «Динамо». 1300 зрителей                | Россия — Греция — 3:1 (15:11, 8:15, 15:4, 15:8)         | Группа А |
| Россия: Евгений Красильников, Олег Шатунов, Павел Шишкин, Сергей Орленко, Андрей Кузнецов, Илья Савельев. Выход на замену: Олег Согрин, Константин Ушаков, Александр Ярёменко, Евгений Митьков. Греция: Димитриос Андреопулос, Мариос Гиурдас, Теодорос Хатзиантониу, Антониос Цакиропулос, Георгиос Спанос, Андреас Теодоридис. Выход на замену: Костас Ангелидис, Павлос Карамарудис, Теодорос Бозидис, Валилеос Митрудис.                   |                                                              |                                                         |          |
| № 17 | 17.07.1993 Москва. ДС «Динамо». 3000 зрителей                | Россия — Япония — 1:3 (9:15, 15:7, 5:15, 12:15)         | Группа А |
| Россия: Илья Савельев, Евгений Красильников, Олег Шатунов, Дмитрий Фомин, Евгений Митьков, Сергей Орленко. Выход на замену: Олег Согрин, Руслан Чигрин, Константин Ушаков, Сергей Ермишин, Андрей Кузнецов. Япония: Норико Мацуда, Масафуми Оура, Таити Сасаки, Микиё Тада, Масаи Огино, Хидэюки Отакэ. Выход на замену: Ёсикадзу Куросава, Сигэру Аояма, Такаси Нарита.                                                                       |                                                              |                                                         |          |
| № 18 | 18.07.1993 Москва. ДС «Динамо». 3100 зрителей                | Россия — Япония — 3:0 (15:2, 15:2, 15:5)                | Группа А |
| Россия: Илья Савельев, Евгений Красильников, Олег Шатунов, Дмитрий Фомин, Евгений Митьков, Олег Согрин. Выход на замену: Андрей Кузнецов. Япония: Норико Мацуда, Юти Никагаити, Таити Сасаки, Микиё Тада, Масаи Огино, Хидэюки Отакэ. Выход на замену: Масафуми Оура, Ёсикадзу Куросава, Сигэру Аояма, Такахиса Канэмаки. |                                                              |                                                         |          |
| № 19 | 24.07.1993 Сан-Паулу                                         | Бразилия — Россия — 3:0 (15:13, 15:8, 15:8)             | Группа А |
| Бразилия: ??? Россия: Руслан Олихвер, Евгений Красильников, Олег Шатунов, Дмитрий Фомин, Евгений Митьков, Андрей Кузнецов. Выход на замену: Константин Ушаков, Илья Савельев, Олег Согрин, Павел Шишкин. |                                                              |                                                         |          |
| № 20 | 25.07.1993 Сан-Паулу                                         | Бразилия — Россия — 3:0 (17:15, 16:14, 15:5)            | Группа А |
| Бразилия: ??? Россия: Руслан Олихвер, Евгений Красильников, Олег Шатунов, Дмитрий Фомин, Евгений Митьков, Андрей Кузнецов. Выход на замену: Константин Ушаков, Сергей Орленко, Илья Савельев, Павел Шишкин. |                                                              |                                                         |          |

### Мировая лига. «Финал четырёх»
| № 21 | 30.07.1993 Сан-Паулу. ДС «Ибирапуэра». 12 000 зрителей | Россия — Куба — 3:1 (15:10, 15:13, 12:15, 15:9) | Полуфинал |
| Россия: Евгений Красильников, Олег Шатунов, Дмитрий Фомин, Евгений Митьков, Руслан Олихвер, Андрей Кузнецов. Выход на замену: Сергей Орленко, Илья Савельев, Константин Ушаков, Павел Шишкин. Куба: Рауль Диаго, Феликс Мильян, Рикардо Вантес, Иосвани Эрнандес, Родольфо Санчес, Освальдо Эрнандес. Выход на замену: Фредди Брукс, Эухенио Николас, Хоэль Деспайн, Ивейс Карвахаль. |                                                        |                                                 |           |
| № 22 | 31.07.1993 Сан-Паулу. ДС «Ибирапуэра». 20 000 зрителей | Бразилия — Россия — 3:0 (15:2, 15:13, 15:9)     | Финал     |
| Бразилия: Марсело, Джоване, Паулао, Маурисио Лима, Карлао, Танда. Выход на замену: Макс, Пампа. Россия: Евгений Красильников, Олег Шатунов, Дмитрий Фомин, Илья Савельев, Руслан Олихвер, Андрей Кузнецов. Выход на замену: Сергей Орленко, Константин Ушаков, Евгений Митьков, Павел Шишкин, Руслан Чигрин.                                                                          |                                                        |                                                 |           |

### Чемпионат Европы
| № 23 | 4.09.1993 Турку. Арена «Тайфун». 2430 зрителей  | Россия — Украина — 3:0 (15:2, 15:4, 15:5)        | Группа B          |
| Россия: Евгений Красильников, Олег Шатунов, Дмитрий Фомин, Евгений Митьков, Руслан Олихвер, Андрей Кузнецов. Выход на замену: Сергей Орленко, Илья Савельев, Павел Шишкин. Украина: Алексей Гатин, Евгений Ковтун, Сергей Мироненко, Юрий Филиппов, Александр Шадчин, Сергей Черняга. Выход на замену: Игорь Попов, Зайцев, Мушенко, Бушный.                                                                             |                                                 |                                                  |                   |
| № 24 | 5.09.1993 Турку. Арена «Тайфун». 2500 зрителей  | Финляндия — Россия — 0:3 (7:15, 5:15, 13:15)     | Группа B          |
| Финляндия: Сами Тармо Ювонен, Яри Салокангас, Яркко Партанен, Сами Харьюла, Хенрик Косонен, Матти Юнтура. Выход на замену: Кари Калин, Юкка-Пекка Вуоренмаа, Сеппо Сиика-Ахо, Юсси Йокинен, Каи Маттила, Вилле Какко. Россия: Андрей Кузнецов, Евгений Красильников, Сергей Орленко, Илья Савельев, Евгений Митьков, Руслан Олихвер. Выход на замену: Павел Шишкин, Олег Шатунов.                                        |                                                 |                                                  |                   |
| № 25 | 6.09.1993 Турку. Арена «Тайфун». 740 зрителей   | Россия — Испания — 3:1 (9:15, 15:2, 15:9, 15:8)  | Группа B          |
| Россия: Евгений Красильников, Олег Шатунов, Дмитрий Фомин, Евгений Митьков, Руслан Олихвер, Андрей Кузнецов. Выход на замену: Сергей Орленко, Олег Согрин. Испания: Миральес, Мигель Анхель Фаласка, Хуан Карлос Роблес, Хесус Гарридо, Рафаэль Паскуаль, Эрнесто Родригес. Выход на замену: Венансио Коста, Ховер, Виседо.                                                                                              |                                                 |                                                  |                   |
| № 26 | 8.09.1993 Турку. Арена «Тайфун». 1209 зрителей  | Россия — Германия — 3:0 (15:8, 15:9, 15:5)       | Группа B          |
| Россия: Андрей Кузнецов, Евгений Красильников, Олег Шатунов, Дмитрий Фомин, Евгений Митьков, Руслан Олихвер. Выход на замену: Олег Согрин, Павел Шишкин. Германия: Михаэль Дорнхайм, Вольфганг Кук, Рональд Триллер, Рене Хехт, Роберт Дельниц. Выход на замену: Ральф Бергман, Фолькер Браун, Дирк Ольденбург, Марко Лифке, Андре Барновски.                                                                            |                                                 |                                                  |                   |
| № 27 | 9.09.1993 Турку. Арена «Тайфун». 430 зрителей   | Польша — Россия — 1:3 (15:12, 9:15, 8:15, 5:15)  | Группа B          |
| Польша: Мариуш Шишко, Кшиштоф Стельмах, Витольд Роман, Роман Бартузи, Пётр Василевский, Аркадиуш Вишневский. Выход на замену: Мариуш Сордыль, Анджей Сольский, Адам Курек, Анджей Стельмах, Анджей Шевиньский, Лешек Урбанович. Россия: Павел Шишкин, Евгений Красильников, Олег Шатунов, Дмитрий Фомин, Евгений Митьков, Руслан Олихвер. Выход на замену: Илья Савельев, Константин Ушаков, Олег Согрин, Руслан Чигрин. |                                                 |                                                  |                   |
| № 28 | 11.09.1993 Турку. Арена «Тайфун». 4680 зрителей | Нидерланды — Россия — 3:0 (15:11, 15:8, 15:2)    | Полуфинал         |
| Нидерланды: Роб Граберт, Олаф ван дер Мёлен, Рональд Зодсма, Рон Звервер, Петер Бланже, Хенк-Ян Хелд. Выход на замену: Мартин ван дер Хорст. Россия: Евгений Красильников, Олег Шатунов, Дмитрий Фомин, Евгений Митьков, Руслан Олихвер, Андрей Кузнецов. Выход на замену: Илья Савельев, Павел Шишкин, Константин Ушаков, Олег Согрин.                                                                                  |                                                 |                                                  |                   |
| № 29 | 12.09.1993 Турку. Арена «Тайфун». 5320 зрителей | Германия — Россия — 1:3 (3:15, 15:9, 8:15, 5:15) | Матч за 3-е место |
| Германия: Оливер Хайтман, Франко Хёльциг, Роберт Дельниц, Рене Хехт, Михаэль Дорнхайм, Вольфганг Кук. Выход на замену: Рональд Триллер, Дирк Ольденбург, Марко Лифке, Андре Барновски. Россия: Евгений Красильников, Олег Шатунов, Дмитрий Фомин, Павел Шишкин, Руслан Олихвер, Андрей Кузнецов. Выход на замену: Евгений Митьков, Илья Савельев, Константин Ушаков, Олег Согрин.                                        |                                                 |                                                  |                   |

### Квалификация на чемпионат мира 1994
| № 30 | 17.11.1993 Москва. ДС «Динамо» | Россия — Турция — 3:0 (15:6, 15:12, 15:10)         | Группа Е |
| Россия: Руслан Олихвер, Дмитрий Фомин, Евгений Красильников, Олег Шатунов, Евгений Митьков, Андрей Кузнецов. Выход на замену: Сергей Орленко, Илья Савельев, Олег Согрин, Павел Шишкин. Турция: ??? |                                |                                                    |          |
| № 31 | 18.11.1993 Москва. ДС «Динамо» | Россия — Финляндия — 3:0 (15:4, 15:0, 16:14)       | Группа Е |
| Россия: ??? Финляндия: ??? |                                |                                                    |          |
| № 32 | 19.11.1993 Москва. ДС «Динамо» | Россия — Хорватия — 3:1 (16:14, 15:7, 12:15, 15:?) | Группа Е |
| Россия: ??? Хорватия: ??? |                                |                                                    |          |

## Состав
Всего в 1993 году в составе сборной России в официальных турнирах играло 15 волейболистов, из них в прошлом не привлекались к матчам за сборную СССР Евгений Митьков, Илья Савельев, Андрей Бедулин, Сергей Орленко, Олег Согрин, Александр Ярёменко и Сергей Ермишин.
В скобках указано число матчей, проведённых в стартовом составе
|    | Игрок                | Год рождения | Амплуа       | Клуб                                            | Турниры и игры | Турниры и игры | Турниры и игры | Всего матчей |
| МЛ | Игрок                | Год рождения | Амплуа       | Клуб                                            | ЧЕ             | ОЧМ            |                | Всего матчей |
| -- | -------------------- | ------------ | ------------ | ----------------------------------------------- | -------------- | -------------- | -------------- | ------------ |
| 1  | Евгений Красильников | 1965         | связующий    | «Динамо» Московская область                     | 22 (22)        | 7 (7)          | 1 (1) ?        | 30 (30)      |
| 2  | Руслан Олихвер       | 1969         | блокирующий  | «Лацио» Рим «Модена»                            | 19 (19)        | 7 (7)          | 1 (1) ?        | 27 (27)      |
| 3  | Дмитрий Фомин        | 1968         | диагональный | «Равенна»                                       | 18 (18)        | 6 (6)          | 1 (1) ?        | 25 (25)      |
| 4  | Андрей Кузнецов      | 1966         | доигровщик   | «Лацио» Рим «Джоя-дель-Колле»                   | 22 (20)        | 6 (6)          | 1 (1) ?        | 29 (27)      |
| 5  | Олег Шатунов         | 1967         | блокирующий  | «Автомобилист» Санкт-Петербург «Альпитур» Кунео | 21 (17)        | 7 (6)          | 1 (1) ?        | 29 (24)      |
| 6  | Евгений Митьков      | 1972         | доигровщик   | «Север» Новосибирск                             | 22 (15)        | 7 (6)          | 1 (1) ?        | 30 (22)      |
| 7  | Сергей Орленко       | 1971         | блокирующий  | ЦСКА                                            | 20 (7)         | 3 (1)          | 1 ?            | 24 (8)       |
| 8  | Илья Савельев        | 1971         | доигровщик   | ЦСКА                                            | 14 (9)         | 5 (1)          | 1 ?            | 20 (10)      |
| 9  | Павел Шишкин         | 1970         | доигровщик   | «Дзинелла» Болонья                              | 12 (4)         | 6 (2)          | 1 ?            | 19 (6)       |
| 10 | Олег Согрин          | 1970         | блокирующий  | «Автомобилист» Санкт-Петербург                  | 15 (1)         | 5              | 1 ?            | 21 (1)       |
| 11 | Константин Ушаков    | 1970         | связующий    | ЦСКА                                            | 17             | 3              |                | 20           |
| 12 | Андрей Бедулин       | 1970         | диагональный | «Самотлор» Нижневартовск                        | 4              |                |                | 4            |
| 13 | Руслан Чигрин        | 1971         | доигровщик   | «Автомобилист» Санкт-Петербург                  | 3              | 1              |                | 4            |
| 14 | Александр Ярёменко   | 1968         | доигровщик   | МГТУ Москва                                     | 4              |                |                | 4            |
| 15 | Сергей Ермишин       | 1970         | блокирующий  | ЦСКА                                            | 2              |                |                | 2            |

- Главный тренер — Виктор Радин
- Тренер — Юрий Фураев

## Факты и статистика
- Уступив 3 июля 1993 года сборной США, российские волейболисты впоследствии выиграли у неё 8 официальных матчей подряд, а очередное поражение потерпели лишь 22 августа 2008 года в полуфинале Олимпийских игр в Пекине.
- Вячеслав Платонов — многолетний наставник сборной СССР, а с 1996 года преемник Виктора Радина на посту главного тренера сборной России — 5 сентября 1993 года провёл первый матч в качестве тренера соперников российской команды. Возглавляемая им сборная Финляндии в рамках чемпионата Европы проиграла россиянам в трёх партиях.
- Всего в сезоне 1993 года сборная России провела 32 официальных матча против команд 13 стран, в которых одержала 26 побед, уступив лишь в 6 играх при соотношении партий 81:34.

| Турнир                                   | И  | В  | П | С/П   | Место |
| ---------------------------------------- | -- | -- | - | ----- | ----- |
| Мировая лига. Интерконтинентальный раунд | 20 | 16 | 4 | 51:23 | 1 гр. |
| Мировая лига. Финальный турнир           | 2  | 1  | 1 | 3:4   | 2     |
| Чемпионат Европы                         | 7  | 6  | 1 | 18:6  | 3     |
| Квалификация на чемпионат мира 1994      | 3  | 3  | 0 | 9:0   | 1 гр. |